# Francesco Gnecco
Francesco Gnecco (Genua, 1768 – Milaan, 1810 of Turijn, 1811) was een Italiaans componist.
Hoewel hij rond de 25 opera's componeerde, is er weinig van hem bekend.
Waarschijnlijk genoot hij zijn compositielessen bij Domenico Cimarosa en studeerde hij contrapunt bij Lorenzo Mariani.
Hij speelde buitengewoon goed viool en rond 1790 was hij de leermeester van Niccolò Paganini en was verder ook nog kapelmeester aan de kathedraal van Savona.
Zijn meest bekende werk is de opera La Prova di un' opera seria, een 'lappendeken' van muziek afkomstig van Domenico Cimarosa, Antonio Vivaldi, Francesco Pasiello en Jean-Philippe Rameau, aaneengebreid tot een grote parodie (Milaan, 1805).
Verder schreef hij ook kamer- en geestelijke muziek.
- Biblioteca Nacional de España: XX1797314
- Bibliothèque nationale de France: cb14344153w (data)
- Catàleg d'autoritats de noms i títols de Catalunya: 981058510354006706
- Gemeinsame Normdatei: 135243017
- International Standard Name Identifier: 0000 0000 6629 9544
- Library of Congress Control Number: n97862242
- Nederlandse Thesaurus van Auteursnamen: 185848931
- Réseau des bibliothèques de Suisse occidentale: 02-A006146753
- Istituto Centrale per il Catalogo Unico: FERV072810
- Virtual International Authority File: 49436058
- WorldCat: E39PBJvCVgdhbY3HK6dh4P6h73